# Kálmán Széllplein

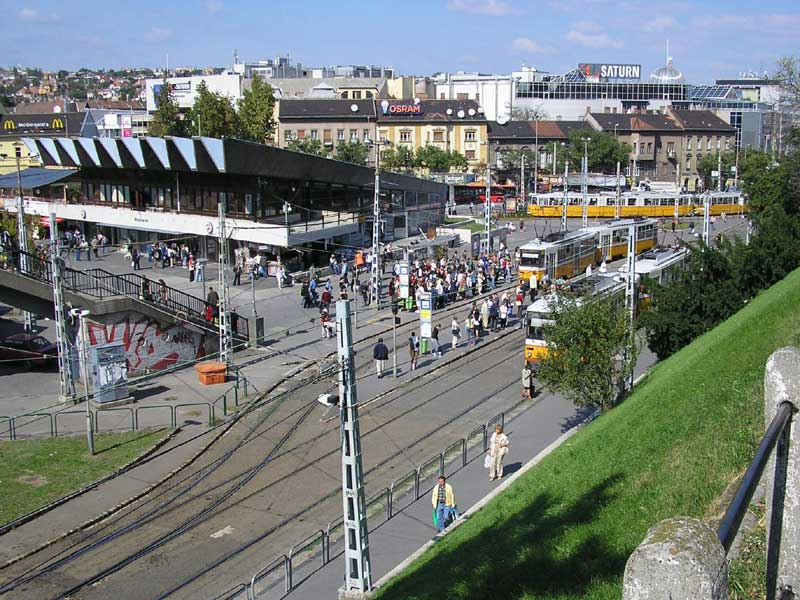
Het plein in 2006

Het Kálmán Széllplein (Hongaars: Széll Kálmán tér) is een plein in Boedapest en een station van de M2-lijn (oost-west) van de metro van Boedapest. Het plein kan beschouwd worden als het centrum van Boeda, wegens het drukke verkeer en de winkelcentra in de directe omgeving, waaronder het Mammut-shoppingcentrum.
Het aanvankelijk naamloze terrein kreeg in 1929 zijn naam, naar Kálmán Széll, die tussen 1899 en 1903 minister-president van Hongarije was. In 1951 werd het plein door het communistische regime omgedoopt tot Moskouplein (Moszkva tér), maar in 2011 werd die beslissing ongedaan gemaakt.
Het plein is een van de knooppunten van het openbaar vervoer in de stad: naast het metrostation ligt de beginhalte van de ringlijn van tram 4/6, de drukste tramlijn van Boedapest. Ook de tramlijnen 17, 59, 59A en 61 rijden langs het plein, dat daarenboven ook dienstdoet als eindhalte van 25 buslijnen, die de wijken op de omliggende heuvels bedienen. Toeristen stappen er vaak op bus 16 of 16A, die de Burchtheuvel op gaat.
Tijdens het eerste deel van de Hongaarse Opstand van 1956 probeerden de Sovjettroepen (die op dat moment gelegerd waren bij Székesfehérvár, in het westen van het land) van hieruit de stad in te nemen. Tot er versterking kwam, in november van dat jaar, slaagden ze hier niet in.